# (8598) Tetrix
(8598) Tetrix (2202 T-2) – planetoida z pasa głównego asteroid okrążająca Słońce w ciągu 5,6 lat w średniej odległości 3,15 au. Odkryta 29 września 1973 roku.